# TVE

Siglă

Televisión Española (Televiziunea Spaniolă) sau prescurtat TVE este rețeaua de posturi de televiune cea mai veche din Spania începând emisiile pe data de 28 octombrie 1956 și face parte din Corporación Radiotelevisión Española (Corporația Radioteleviziunii Spaniole) de la 1 ianuarie 2007. 
TVE emite prin satelit pe toate cele cinci continentele și prin rețele de cablu în Europa, America și Asia. 